# 萧育
萧育（前76年—3年），西汉大臣。字次君，东海兰陵（今山东苍山西南）人，萧望之之子。

## 生平
年少因父亲而任官为太子庶子。汉元帝即位，为郎，因病免官，后为御史。大将军王凤以萧育父子有名，拜他为功曹、谒者、使匈奴副校尉。后为茂陵令。后来历任司隶校尉、中郎将使匈奴、冀州、青州两部刺史、长水校尉、泰山太守、入守大鸿胪。最后与定陵侯淳于长关系亲密而免官。汉哀帝时，萧育为南郡太守。後复为光禄大夫、执金吾，在官位上寿终。萧育为人严猛尚威，居官数免，稀迁。少年时与陈咸、朱博为好友，又交好王阳、贡公，故长安人言“萧、朱结绶，王、贡弹冠”。

## 亲属
- 父亲：萧望之
- 母亲：□氏
- 妻子：陶□
- 大哥：萧伋
- 三弟：萧咸
- 四弟：萧由
- 长子：萧绍，儿媳：□氏